# Relaciones Belice-Estados Unidos
Las relaciones Belice-Estados Unidos son las relaciones internacionales entre Belice e Estados Unidos. Estados Unidos es el principal socio comercial de Belice y la principal fuente de fondos de inversión extranjera. Asimismo, en Estados Unidos vive la mayor comunidad de beliceños fuera de Belice, pues se estima que es de 70 000 personas. Debido a que el crecimiento económico de Belice y la estabilidad política democrática que lo acompaña son objetivos importantes de los EE. UU., Belice se beneficia de la Iniciativa de la Cuenca del Caribe de EE. UU.. Belice es el único país de América Central que nunca ha recibido la visita de un presidente de los Estados Unidos.

## Historia
Estados Unidos estableció por primera vez un consulado en la Honduras Británica el 3 de marzo de 1847, cuando todavía era una colonia británica. En 1965, Estados Unidos medió en la disputa territorial entre Belice y Guatemala. Tras la independencia de Belice del Reino Unido en 1981, Estados Unidos estableció su embajada en Belice el 29 de octubre.

## Áreas de cooperación
Las cuestiones delictivas internacionales dominan la agenda de las relaciones bilaterales entre los Estados Unidos y Belice. Estados Unidos está trabajando en estrecha colaboración con el Gobierno de Belice para luchar contra el tráfico ilegal de narcóticos, y ambos gobiernos buscan controlar el flujo de inmigración ilegal a los Estados Unidos a través de Belice. Belice y los Estados Unidos pusieron en vigor un tratado sobre vehículos robados, un tratado de extradición y un Tratado de asistencia judicial recíproca entre 2001 y 2003.

## Asistencia
Estados Unidos es el mayor proveedor de asistencia económica a Belice, contribuyendo con 2,5 millones de dólares en diversos programas económicos bilaterales y ayuda militar. La Agencia de los Estados Unidos para el Desarrollo Internacional (USAID) cerró su oficina de Belice en agosto de 1996 después de un programa de 13 años durante el cual USAID brindó asistencia de desarrollo por $ 110 millones a Belice. Belice todavía se beneficia de los programas regionales de USAID. Además, voluntarios de Peace Corps han servido en Belice desde 1962. Hasta fines de 2002, Voice of America operó una estación de retransmisión de radio de onda media en Punta Gorda, que transmite a los países vecinos de Honduras, Guatemala y El Salvador. Estados Unidos tiene un programa de asistencia diverso y creciente en Belice, que incluye la construcción y renovación de varias escuelas y albergues juveniles, programas de asistencia médica y programas de reducción de medicamentos. Los inversores privados de América del Norte siguen desempeñando un papel clave en la economía de Belice, especialmente en el sector turístico.

## Principales funcionarios de EE. UU.
- Encargado de negocios – Adrienne Galanek
- Subjefe de la misión – Leonard A. Hill
- Oficial económico / político – Thomas Wise
- Cónsul – Kimberly Valdes-Dapena, Acting
- Oficial de gestión – vacante
- Oficial de relaciones militares – Teniente coronel Tammy McNamara

## Misiones diplomáticas
La embajada de Estados Unidos está localizada en Belmopán.
Por su parte, Belice tiene una embajada en Washington D. C. y un consulado en Los Ángeles.